# Cantone di Saint-Méen-le-Grand
Il Cantone di Saint-Méen-le-Grand era una divisione amministrativa dell'arrondissement di Rennes.
A seguito della riforma approvata con decreto del 18 febbraio 2014, che ha avuto attuazione dopo le elezioni dipartimentali del 2015, è stato soppresso.

## Composizione
Comprendeva i comuni di:
- Bléruais
- Le Crouais
- Gaël
- Muel
- Quédillac
- Saint-Malon-sur-Mel
- Saint-Maugan
- Saint-Méen-le-Grand
- Saint-Onen-la-Chapelle